# Guillaume III de Croÿ
Guillaume III de Croÿ (ur. w 1498 we Flandrii, zm. 6 stycznia 1521 w Wormacji – niderlandzki kardynał.

## Życiorys
Urodził się w 1498 roku we Flandrii, jako syn Henriego de Croy i Charlotte de Chateaubriand. 15 sierpnia 1516 roku został wybrany biskupem Cambrai, uzyskując dyspensę z powodu nieosiągnięcia wieku kanonicznego 30 lat. Nigdy nie przyjął sakry, a po trzech latach zrezygnował z diecezji na rzecz swojego brata Roberta. 1 kwietnia 1517 roku został kreowany kardynałem diakonem i otrzymał diakonię Santa Maria in Aquiro. W grudniu tego samego roku został administratorem apostolskim Toledo. 6 stycznia 1521 roku przebywał w Wormacji, gdzie podczas polowania upadł z konia, w wyniku czego doszło do rozerwania żyły w klatce piersiowej i zgonu.